# Гордън Хънт
Гордън Едуин Хънт (на английски: Gordon Edwynn Hunt) (26 април 1929 г. – 17 декември 2016 г.) е американски режисьор, актьор, продуцент и сценарист.
Дълги години режисира пиеси в театъра Mark Taper Forum. Хънт е режисьор на озвучаването на анимационните сериали на Хана-Барбера, измежду които „Семейство Джетсън“, „Скуби-Ду“, „Супер приятели“, „Ричи Рич“, „Смърфовете“, „Съкровищният лов на Йоги“, „Кученца от пандиза“, „Том и Джери хлапаци“, „Пиратите на тъмната вода“, „Капитан Планета“ (от сезон 4 нататък) „Друпи, майстор детектив“ и много други.

## Личен живот и смърт
Хънт има две дъщери от първия си брак с фотографката Джейн Елизабет Новис – актрисата Хелън Хънт и Колийн Морисън Хънт.
От 1995 г. до смъртта си е женен за актрисата Би Джей Уорд.
Умира от болестта на Паркинсон на 17 декември 2016 г.